# کلکتون-آن-سی

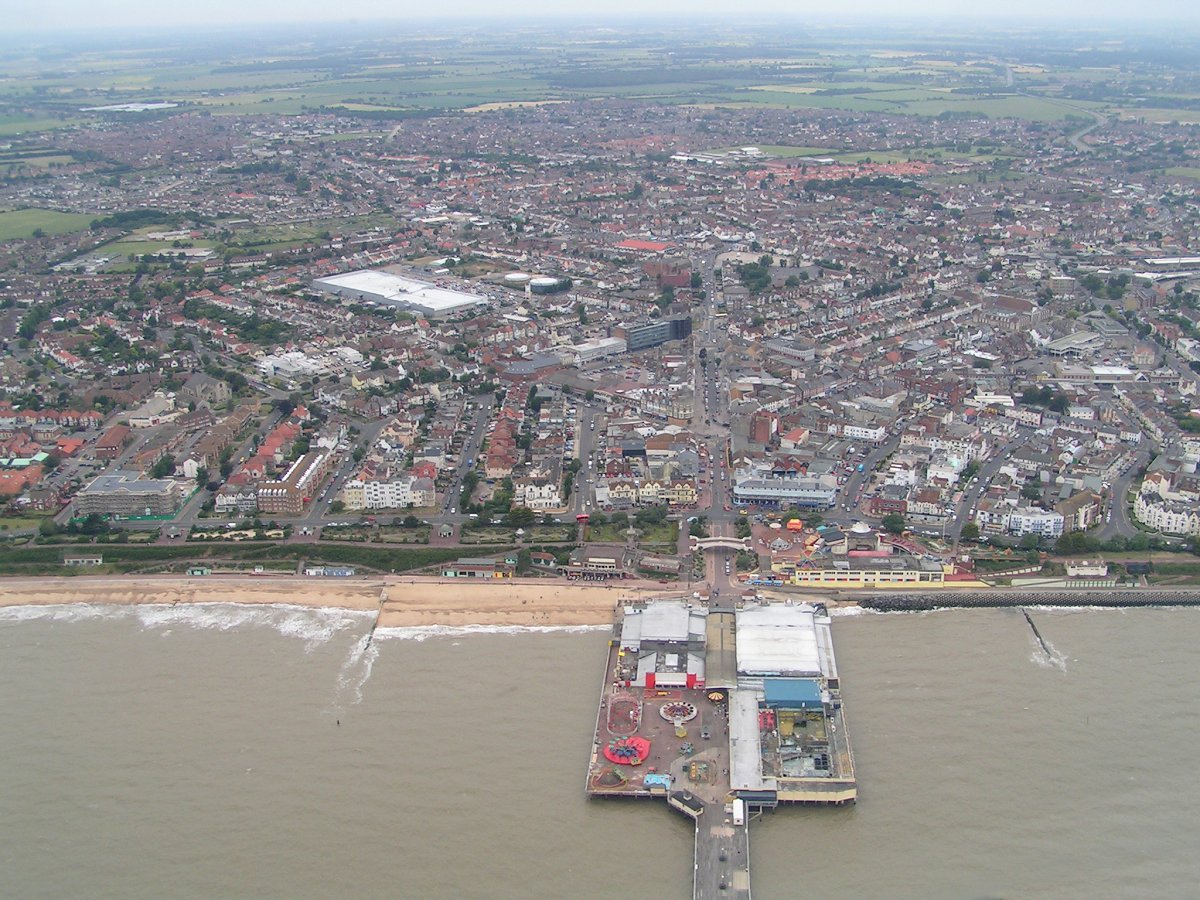
نمایی از کلکتون-آن-سی، شهری در کشور انگلستان - ژوئن ۲۰۰۴

کلکتون-آن-سی (به انگلیسی: Clacton-on-Sea) شهری در کشور انگلستان است که این کشور خود بخشی از بریتانیا محسوب می‌شود. این شهر در سال ۱۹۹۱ میلادی ۴۵٫۰۶۵ نفر جمعیت داشته و در سرشماری سال ۲۰۰۱ جمعیت آن به ۵۱٫۲۸۴ نفر رسیده‌است. میزان رشد سالانهٔ جمعیت کلکتون-آن-سی ‎۰٫۳۲ درصد می‌باشد و جمعیت این شهر در سال ۲۰۱۲ به ۵۳٫۱۴۳ نفر تغییر یافت.